# Angelika Muharukua
Angelika Kazetjindire Muharukua, née le 12 janvier 1958 à Opuwo et morte le 1er octobre 2017, est une femme politique namibienne.
Membre de l'Organisation du peuple du Sud-Ouest africain (SWAPO) depuis 1979, elle est choisie par le président Sam Nujoma pour figurer sur la liste de candidats du parti pour les élections de 1994. Élue, elle siège à l'Assemblée nationale jusqu'à sa mort.
En mai 2004, elle est nommée vice-ministre des Affaires féminines et du Bien-être de l'enfant, remplaçant Marlene Mungunda. Le ministère sera ensuite renommé ministère de l'Égalité des genres et du Bien-être de l'enfant.
En 2015, elle est nommée gouverneur de la région de Kunene.